# Johannes' Tredje Brev
Johannes' Tredje Brev er et af de såkaldte katolske breve og er den 25. bog i Det Nye Testamente. Brevet hører til de "johannæiske skrifter" med Johannesevangeliet og de to andre Johannesbreve og undertiden Johannes' Åbenbaring.
Af de tre Johannesbreve er det 3. tydeligst et virkeligt brev stilet Gajus, og med et bestemt mål: At anbefale to omrejsende kristne forkyndere til en bestemt menighed. Johannes' tredje brev giver et indblik i de kristnes forhold og særligt i forholdet mellem de omrejsende kristne forkyndere og menighedernes lokale ledere.
Brevskriveren er ikke navngivet, men kaldes "den ældste" (måske et andet navn for presbyteren Johannes). Forfatteren er højst sandsynligt den samme i alle de johannæiske skrifter, der dateres til sidste del af første århundrede.